# フアン・マルダセナ
フアン・マルティン・マルダセナ（Juan Martín Maldacena、1968年9月10日 - ）は、アルゼンチン出身の理論物理学者である。専門は素粒子理論。アルゼンチン、アメリカ合衆国、イタリアの三重国籍。プリンストンにある高等研究所自然科学部門の教授を務めている。

## 略歴
ブエノスアイレス生まれ。1988年ブエノスアイレス大学卒業、1991年クヨ大学のバロセイロ研究所で物理学のMSc.を取得し、1996年にプリンストン大学でPh.D.を取得した。その後ラトガーズ大学を経てハーバード大学助教授、准教授、教授に就任し、2001年から現職に就く。
マルダセナは反ド・ジッター時空間と共形場理論にある種の双対性があると予想し、現在ではこれはAdS/CFT対応と呼ばれる。
これは現在の超弦理論において非常に重要な概念であり、この概念を導き出した彼を讃えてThe Maldacenaという歌が1998年に超弦理論の国際会議で歌われた。

## 主な受賞歴
- 2000年 - サックラー賞物理学部門　(Sackler Prize)
- 2001年 - サナソプロス国際賞　(Vasilis Xanthopoulos International Award)
- 2002年 - ピウス11世メダル
- 2004年 - アメリカ物理学会ブーシェ賞　(Edward A Bouchet Award)
- 2007年 - ハイネマン賞数理物理学部門
- 2008年 - ICTPのディラック・メダル
- 2012年 - オスカル・クラインメダル
- 2012年 - 基礎物理学ブレイクスルー賞
- 2012年 - ポメランチュク賞
- 2018年 - ローレンツメダル
- 2018年 - アルベルト・アインシュタイン・メダル